# Marko Medo
Marko Medo (Strupnić, BiH, 10. ožujka 1972.) prelat je Katoličke Crkve i treći biskup gospićko-senjski.

## Životopis
Rođen je se u Strupniću kraj Livna u BiH 10. ožujka 1972. godine. Započeo je svoje obrazovanje u osnovnoj školi u rodnom Strupniću. 1987. godine priključio se sjemeništu franjevaca trećoredaca glagoljaša u Zagrebu. Sljedeće četiri godine, od 1987. do 1991., pohađao je Nadbiskupsku klasičnu gimnaziju u istom gradu. Nakon toga, proveo je godinu dana (1991. - 1992.) u novicijatu u franjevačkom samostanu u Zadru.
Od 1992. do 1997. studirao je filozofiju i teologiju na Katoličkom bogoslovnom fakultetu u Zagrebu. 2007. stječe magisterij iz područja pastoralne teologije na Institutu Redemptor hominis, dijelu Papinskog lateranskog sveučilišta u Rimu.

## Svećenička služba
Za svećenika je zaređen 27. lipnja 1998. u zagrebačkoj katedrali. Od 1998. do 2002. služio je kao župni vikar u dva mjesta - Belišću i Kloštru Podravskom. Od 2002. do 2011. obnašao je dužnost tajnika Provincije franjevaca trećoredaca glagoljaša u Zagrebu. Istovremeno, bio je zadužen za odgoj sjemeništaraca, u formaciji za buduće svećenike, a djelovao je i kao promotor duhovnih znanja. 
Postao je vojni kapelan u MORH-u u Zagrebu 2011. godine. Služio je šest mjeseci kao vojni kapelan u Afganistanu s 21. hrvatskim NATO-vim kontingentom (HRVCON) 2013. godine. Uz dužnost vojnoga kapelana bio je župnik i gvardijan u Ogulinu 2014. - 2015. godine, nakon čega je u prešao u Vojni ordinarijat RH. Od 2016. do 2018. bio je vojni kapelan i biskupski vikar za pastoral Ministarstva obrane Republike Hrvatske i Oružanih snaga Republike Hrvatske. Bio je generalni vikar Vojnog ordinarijata RH u razdoblju 2018. – 2023. godine, a od 2023. dodatno je služio kao vojni kapelan na Hrvatskom vojnom učilištu u Zagrebu.

## Biskupstvo
Imenovan je novim biskupom Gospićko-senjske biskupije 7. listopada 2024. godine. Za biskupa posvećen je 14. prosinca 2024. u Katedrali Navještenja Blažene Djevice Marije u Gospiću. Glavni zareditelj bio je mons. Jure Bogdan, vojni ordinarij u Republici Hrvatskoj, a suzareditelji mons. Mate Uzinić, riječki nadbiskup metropolit i mons. Dražen Kutleša, zagrebački nadbiskup metropolit.